# Yecla
Yecla település Spanyolországban, Murciában. Yecla Villena, Pinoso, Jumilla, Montealegre del Castillo, Almansa és Caudete községekkel határos. Lakosainak száma 35 957 fő (2024).

## Népesség
A település népessége az elmúlt években az alábbi módon változott:
| Lakosok száma | 30 872 | 32 988 | 34 161 | 35 025 | 34 601 | 34 130 | 34 092 | 34 432 | 35 234 | 35 957 |
|               | 2001   | 2004   | 2007   | 2009   | 2012   | 2014   | 2017   | 2019   | 2022   | 2024   |